# Robinsonecio
Robinsonecio es un género de plantas herbáceas perteneciente a la familia de las asteráceas. Comprende 2 especies descritas y  aceptadas.

## Taxonomía
El género fue descrito por  T.M.Barkley & Janovec y publicado en Sida 17(1): 79. 1996. La especie tipo es: Robinsonecio gerberifolius T.M.Barkley & Janovec

## Especies aceptadas
A continuación se brinda un listado de las especies del género Robinsonecio aceptadas hasta agosto de 2012, ordenadas alfabéticamente. Para cada una se indica el nombre binomial seguido del autor, abreviado según las convenciones y usos.
- Robinsonecio gerberifolius T.M.Barkley & Janovec
- Robinsonecio porphyresthes (T.M.Barkley) T.M.Barkley & Janovec